# 귀뚜라미에너지
귀뚜라미에너지는 서울특별시의 도시가스 공급 업체이다. 귀뚜라미의 자회사이므로, 도시가스 공급 권역은 서울특별시 구로구를 비롯한, 금천구, 양천구 일부 지역만 독점 공급하고 있다.